# ندین مارشال
ندین پنچیتا مارشال (به انگلیسی: Nadine Panchita Marshall، زادهٔ ۳۰ سپتامبر ۱۹۷۲) بازیگر تلویزیون، صحنه و رادیو اهل انگلستان است.